# SBS M&C
SBS M&C는 광고판매대행, 방송광고 균형발전 및 방송광고산업 활성화 등을 위하여 2012년 5월 기존의 한국방송광고공사를 폐지하고 지금의 한국방송광고진흥공사를 설치하는 과정과 함께 설립된 민영 미디어렙이다. 2008년 헌법 불합치 판결 이후 소위 미디어렙법이라 불리는 『방송광고판매대행 등에 관한 법률』에 근거하여 주식회사 형태로 설립되었다.

## 설립 근거
- 방송광고판매대행 등에 관한 법률[4]
- 지역민방의 사내웹메일을 통합형,통일방식으로 SBS와 동일하게 @sbs.co.kr로 단일화해야한다.

## 연혁
- 2011년 10월 27일,미디어크리에이트 출범[5]
- 2018년 12월 1일, SBS M&C로 사명 변경

## 주요 업무
- 방송광고의 판매대행 (민영 SBS 및 SBS의 모기업인 태영건설을 비롯해 SBS와 네트워크협정을 맺고 있는 9개 지역민방 및 9개 지역민방의 모기업, OBS, 스튜디오 프리즘, SBS 미디어넷 계열 PP들 등의 결합판매)
  - SBS TV(모기업:태영건설)
  - SBS 러브FM
  - SBS 파워FM
  - SBS U
  - SBS 플러스
  - SBS FunE
  - SBS Sports
  - SBS Golf
  - SBS Golf 2
  - SBS Biz
  - SBS LIFE
  - SBS F!L UHD
  - SBS의 모기업
    - 태영건설

  - 지역민방
    - KNN(모기업:넥센)
    - TBC(모기업:귀뚜라미그룹)
    - kbc(모기업:케이비씨지주)
    - TJB(모기업:우성사료)
    - JTV(모기업:일진그룹)
    - ubc(모기업:SM그룹)
    - CJB(모기업:두진건설)
    - G1(모기업:(주)SG건설)
    - JIBS(모기업:한주홀딩스코리아)

  - 지역민방의 모기업
    - 넥센(KNN 부산경남방송의 모기업)
    - 귀뚜라미그룹(대구경북 TBC의 모기업)
    - 우성사료(TJB 대전방송의 모기업)
    - 일진그룹(JTV 전주방송의 모기업)
    - 두진건설(CJB 청주방송의 모기업)
    - SM그룹(ubc 울산방송의 모기업)
    - (주)SG건설(G1방송의 모기업)
    - 한주홀딩스코리아(JIBS 제주방송의 모기업)

  - 독립민영방송
    - OBS(모기업:영안모자)

  - 독립민방의 모기업
    - 영안모자(OBS 경인TV의 모기업)

## 역대 사장
| 대수 | 이름   | 임기                                |
| ---- | ------ | ----------------------------------- |
| 1대  | 전종건 | 2012년 8월 22일 ~ 2014년 7월 3일    |
| 2대  | 신동욱 | 2014년 7월 4일 ~ 2015년 11월 22일   |
| 3대  | 허인구 | 2015년 11월 23일 ~ 2017년 12월 14일 |
| 4대  | 정해선 | 2017년 12월 15일 ~ 2024년 12월 14일 |
| 5대  | 강선우 | 2024년 12월 15일 ~                  |

## 같이 보기
- SBS
- 한국방송광고진흥공사
- 한국방송광고공사
- 방송통신위원회
- iHQ